# Saison 2016-2017 de l'Union sportive Orléans Loiret football
 (février 2017).
Si vous disposez d'ouvrages ou d'articles de référence ou si vous connaissez des sites web de qualité traitant du thème abordé ici, merci de compléter l'article en donnant les références utiles à sa vérifiabilité et en les liant à la section « Notes et références ».
Maillots
Chronologie
Saison précédente Saison suivante
La saison 2016-2017 de l'US Orléans, club de football français, voit le club évoluer en championnat de France de football de Ligue 2.

## Compétitions

### Ligue 2
Calendrier des matchs de Ligue 2 de l'Union sportive Orléans Loiret football

### Barrage de relégation
Le match de barrage de promotion entre le troisième de National et le dix-huitième de Ligue 2 prend place le mardi 23 mai et le dimanche 28 mai. Le vainqueur de ce barrage obtient une place pour le championnat de Ligue 2 2017-2018 tandis que le perdant va en National.
| Match aller             | Paris FC | 0 - 1   | US Orléans |                                                  |                                                  |
| Mardi 23 mai 2017 20:45 |          | (0 - 0) | 49e Sami   | Stade Charléty, Paris Arbitrage : Clément Turpin | Stade Charléty, Paris Arbitrage : Clément Turpin |

| Match retour               | US Orléans | 1 - 0   | Paris FC |                             |                             |
| Dimanche 28 mai 2017 18:00 | Nabab 76e  | (0 - 0) |          | Stade de la Source, Orléans | Stade de la Source, Orléans |

### Coupe de la Ligue
Détails des matchs

### Coupe de France
Détails des matchs

## Classement
| Rang | Équipe              | Pts | J  | G  | N  | P  | Bp | Bc | Diff | Promotion ou relégation |
| ---- | ------------------- | --- | -- | -- | -- | -- | -- | -- | ---- | ----------------------- |
| 16   | Tours FC            | 43  | 38 | 10 | 13 | 15 | 55 | 60 | −5   |                         |
| 17   | AJ Auxerre          | 43  | 38 | 11 | 10 | 17 | 28 | 40 | −12  |                         |
| 18   | US Orléans P (Q)    | 38  | 38 | 11 | 9  | 18 | 41 | 54 | −13  | Barrage de relégation   |
| 19   | Red Star FC (R)     | 36  | 38 | 8  | 12 | 18 | 36 | 56 | −20  | Relégation en National  |
| 20   | Stade lavallois (R) | 30  | 38 | 5  | 15 | 18 | 33 | 52 | −19  | Relégation en National  |